# Ray Perry
Ray Perry (25 februari 1915 - 1950) was een Amerikaanse violist en altsaxofonist in de swing.
Perry, afkomstig uit een muzikale familie, begon als violist. Hij zong bij zijn spel, een praktijk die navolging vond bij contrabassist Slam Stewart. In de jaren dertig speelde hij bij Dean Earl (1935), Clarence Carter (1937-1939) en enige tijd bij Blanche Calloway (1940). In september 1940 werd hij violist bij Lionel Hampton, waar hij ruim drie jaar zou spelen. Vanwege een slechte gezondheid stopte hij met toeren, maar hij was nog wel actief bij J.C. Heard (1946), Illinois Jacquet (1946-1947, 1950) en Sabby Lewis (1948). Hij had ook enkele eigen groepen.
Perry is te horen op opnames van onder andere Dexter Gordon, Miles Davis, Ethel Waters, Fats Navarro en Louis Armstrong

## Discografie (selectie)
- Out of Nowhere (The Complete 1944 C.W. French & 1945 Rosenkrantz Apartment Transcriptions), AB Fable, 2004

## Bron
- Biografie op Allmusic.com

- Bibliothèque nationale de France: cb13999734d (data)
- International Standard Name Identifier: 0000 0000 4389 6709
- Library of Congress Control Number: no2005027192
- Virtual International Authority File: 44495571
- WorldCat: E39PBJbH3wFdvpd67KmrB39kXd